# Liffré
 Liffré  es una población y comuna francesa, situada en la región de Bretaña, departamento de Ille y Vilaine, en el distrito de Rennes. Es el chef-lieu del cantón de Liffré, aunque Thorigné-Fouillard la supera en población.

## Demografía
| 2122 | 2322 | 3237 | 4205 | 5659 | 6454 |
| Para los censos de 1962 a 1999 la población legal corresponde a la población sin duplicidades (Fuente: INSEE [Consultar]) |      |      |      |      |      |

## Hermanamientos
- Beniel, España
- Piéla, Burkina Faso
- Wendover, Reino Unido